# لماژ
لُماژ (به فرانسوی: Le Mage) ("مغ") یک اپرا در پنج پرده از ژول ماسنه به لیبرتو فرانسوی از ژان ریشپن است. اولین بار در اپرا پاریس در ۱۶ مارس ۱۸۹۱ با لباس‌های چارلز بیانچینی و دکورهای آگوست آلفرد روبه، فیلیپ شاپرون و مارسل ژامبون (پرده اول)، آمبل و یوژن گاردی (پرده دوم)، آلفرد لمونیه (پرده سوم) و ژان باتیست لاوستر و اوژن کارپزات (پرده چهارم و پنجم) اجرا شد.
لُماژ، از زمان اجرای اولیه آن با ۳۱ اجرا، به ندرت اجرا شده‌است (این اپرا در لاهه در سال ۱۸۹۶ دیده شد) و یکی از کمتر شناخته شده‌ترین اپرای ماسنه است. با این حال، دقیقاً در میانه پربارترین دوره او اتفاق می‌افتد. اجرای کامل کنسرت برجسته آن در سن اتین در سال ۲۰۱۲ برگزار شد.